# Caloptilia burgessiella
Caloptilia burgessiella là một loài bướm đêm thuộc họ Gracillariidae. Nó được tìm thấy ở Canada (Québec) và Hoa Kỳ (Massachusetts, California, Maine, Connecticut, New York, Vermont và Michigan).
Ấu trùng ăn Cornus asperifolia, Cornus candidissima, Cornus racemosa và Vaccinium corymbosum. Chúng ăn lá nơi chúng làm tổ.